# Wagamama Ki no Mama Ai no Joke / Ai no Gundan
Singles de Morning Musume
Brainstorming / Kimi Sae Ireba Nani mo Iranai
(2013) Egao no Kimi wa Taiyō sa / (...)
(2014)
Wagamama Ki no Mama Ai no Joke / Ai no Gundan (わがまま 気のまま 愛のジョーク／愛の軍団, "Joke" étant un terme anglais) est le 54e single de Morning Musume.

## Présentation
Le single, écrit et produit par Tsunku, sort le 28 août 2013 au Japon sur le label zetima, quatre mois après le précédent single du groupe, Brainstorming / Kimi Sae Ireba Nani mo Iranai. Comme les deux singles précédents, il atteint la 1re place du classement des ventes de l'oricon. 
C'est le troisième single "double face A" officiel du groupe, contenant deux chansons principales et leurs versions instrumentales (Wagamama Ki no Mama Ai no Joke et Ai no Gundan), après Brainstorming (...) et One, Two, Three / The Matenrō Show sorti en 2012 ; le groupe avait cependant déjà sorti deux singles "double face A" officieux sur le même modèle : The Peace! en 2001, et Kono Chikyū no Heiwa wo Honki de Negatterun da yo! en 2011. C'est le premier single du groupe à sortir après le départ de Reina Tanaka, qui l'a quitté trois mois auparavant au terme de dix ans de présence pour former Lovendor.
Comme les deux singles le précédant, le single sort en deux éditions régulières différentes notées "A" et "B", avec des pochettes différentes et une troisième chanson différente interprétée par l'une des moitié du groupe sur chaque édition. Il sort également dans cinq éditions limitées, notées "A", "B", "C", "D", et "E", avec des pochettes différentes : les trois premières contiennent un DVD différent en supplément et une autre chanson en 3e titre interprétée par tout le groupe, tandis que les deux dernières, sans DVD, contiennent les mêmes 3e chansons que les éditions régulières (celle de la "A" sur la "D", et celle de la "B" sur la "E").
La première chanson, Wagamama Ki no Mama Ai no Joke, figurera sur l'album "best of" The Best! Updated qui sortira un mois plus tard ; elle ne figurera sur aucun album original du groupe, de même que la deuxième chanson, Ai no Gundan, qui restera inédite en album.

## Formation
Membres du groupe créditées sur le single :
- 6e génération : Sayumi Michishige
- 9e génération : Mizuki Fukumura, Erina Ikuta, Riho Sayashi, Kanon Suzuki
- 10e génération : Haruna Iikubo, Ayumi Ishida, Masaki Satō, Haruka Kudō
- 11e génération : Sakura Oda

## Liste des titres
CD de l'édition régulière A, et de l'édition limitée D
1. Wagamama Ki no Mama Ai no Joke (ワガママ気のまま愛のジョーク?)
2. Ai no Gundan (愛の軍団?)
3. Bôya (坊や?) (par Michishige, Fukumura, Iikubo, Sato, Kudo)
4. Wagamama Ki no Mama Ai no Joke (Instrumental) (ワガママ気のまま愛のジョーク...?)
5. Ai no Gundan (Instrumental) (愛の軍団...?)

CD de l'édition régulière B, et de l'édition limitée E
1. Wagamama Ki no Mama Ai no Joke (ワガママ気のまま愛のジョーク?)
2. Ai no Gundan (愛の軍団?)
3. Funwari Koibito Ichinensei (ふんわり恋人一年生?) (par Ikuta, Sayashi, Suzuki, Ishida, Oda)
4. Wagamama Ki no Mama Ai no Joke (Instrumental) (ワガママ気のまま愛のジョーク...?)
5. Ai no Gundan (Instrumental) (愛の軍団...?)

CD des éditions limitées A, B, et C
1. Wagamama Ki no Mama Ai no Joke (ワガママ気のまま愛のジョーク?)
2. Ai no Gundan (愛の軍団?)
3. Makeru Ki Shinai Konya no Shôbu (負ける気しない 今夜の勝負?)
4. Wagamama Ki no Mama Ai no Joke (Instrumental) (ワガママ気のまま愛のジョーク...?)
5. Ai no Gundan (Instrumental) (愛の軍団...?)

DVD de l'édition limitée A
1. Wagamama Ki no Mama Ai no Joke (Music Video) (ワガママ気のまま愛のジョーク...?)
2. Wagamama Ki no Mama Ai no Joke (Dance shot Ver.) (ワガママ気のまま愛のジョーク...?)

DVD de l'édition limitée B
1. Ai no Gundan (Music Video) (愛の軍団...?)
2. Ai no Gundan (Dance shot Ver.) (愛の軍団...?)

DVD de l'édition limitée C
1. Wagamama Ki no Mama Ai no Joke (Close-up Ver.) (ワガママ気のまま愛のジョーク...?)
2. Ai no Gundan (Close-up Ver.) (愛の軍団...?)
3. Making Eizô (メイキング映像?) (making of)